# Gabriel Johansson (fotbollsspelare född 2000)
Gabriel Johannes Johansson, född 10 september 2000, är en svensk fotbollsspelare som spelar för Falkenbergs FF. Både hans far Roger "Senan" Johansson och äldre bror Ludvig Johansson har spelat för Falkenbergs FF.

## Karriär
Johansson är fostrad i Falkenbergs FF och blev inför säsongen 2020 uppflyttad i A-laget. Johansson gjorde allsvensk debut den 21 juni 2020 i en 2–0-förlust mot Kalmar FF, där han blev inbytt i den 90:e minuten mot Carl Johansson.
I mars 2021 lånades Johansson ut till Ettan Södra-klubben Åtvidabergs FF på ett låneavtal fram till sommaren, som sedan förlängdes över resten av säsongen. I januari 2022 förlängde han sitt kontrakt i Falkenbergs FF med ett år samt en option om ytterligare ett år. I november 2022 utnyttjade klubben optionen och kontraktet förlängdes med ett år. I december 2023 förlängde Johansson sitt kontrakt med två år.